# Edicions del Buc
Edicions del Buc és una editorial amb seu a La Pobla de Farnals, comarca de l'Horta Nord, creada l'any 2014 per Francesc Bononad, Rubén Luzón, Josep Martínez i Pau Sanchis Ferrer. Va aparéixer al caliu del actes literaris que organitza el centre sociocultural Ca Revolta i publica poesia.
Els seus primers títols són Parlen els ulls de Begonya Mezquita, València Nord de Teresa Pascual, 123, una tria personal de la seua obra poètica completa per part de Màrius Sampere i Cap nom del món de Carles Camps Mundó. Amb posterioritat, han continuat alternant la publicació d'autors en llengua catalana amb les traduccions, com la del llibre Faithful and Virtuous Night (Nit fidel i virtuosa), apareguda l'any 2017, i Avern, de 2021, les úniques obres en català de Louise Glück, Premi Nobel de Literatura de l'any 2020, totes dues traduïdes per Núria Busquet Molist.